# Tribunale speciale della Cambogia

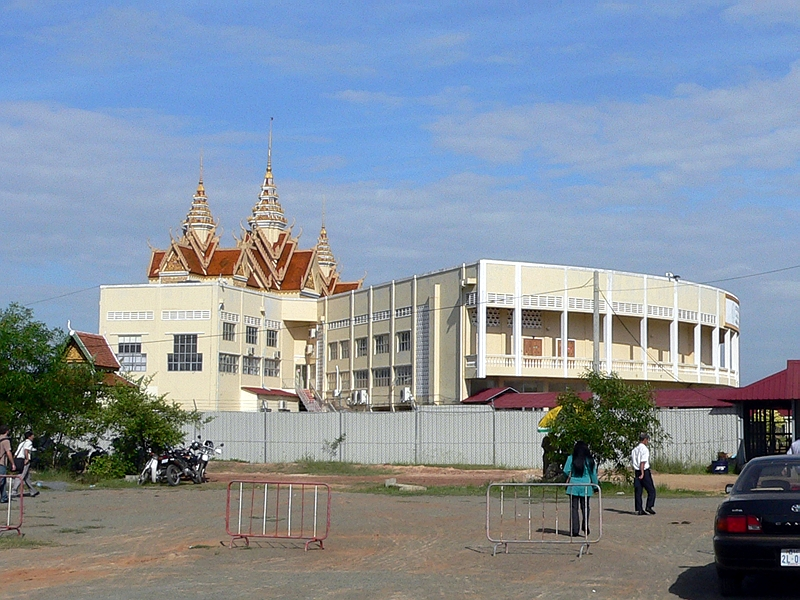
Edificio principale che ospita il Tribunale

Il Tribunale speciale della Cambogia per la persecuzione di crimini commessi durante il periodo della Kampuchea Democratica, più noto col nome di Tribunale speciale per i Khmer Rossi è un organo giudiziario, istituito a seguito di un accordo tra il Regno di Cambogia e le Nazioni Unite, al fine di processare i responsabili del genocidio perpetrato in territorio cambogiano durante il regime di Pol Pot e dei Khmer rossi.

## Storia
Il tribunale, ECCC - Extraordinary Chambers in the Courts of Cambodia, è "una corte nazionale sostenuta da personale internazionale e istituita in accordo con le leggi cambogiane" si avvale dell'UNAKRT - United Nations Assistance to the Khmer Rouges Trials, unità distaccata delle Nazioni Unite per l'Assistenza tecnica nei processi ai Khmer Rossi.
In base all'accordo stipulato tra l'ONU e il Regno di Cambogia, l'ECCC processerà i leader della Kampuchea Democratica e i presunti responsabili dei crimini e delle gravi violazioni del diritto penale cambogiano, del diritto umanitario, delle convenzioni internazionali ratificate dalla Cambogia, commessi nel periodo tra il 17 aprile 1975 al 6 gennaio 1979.
Il tribunale speciale segue un corpo di leggi ad hoc per il tribunale speciale, promulgato il 10 agosto 2001, e ha giurisdizione sui crimini di genocidio, crimini contro l'umanità e gravi violazioni delle Convenzioni di Ginevra.
Con la condanna all’ergastolo di Khieu Samphan, avvenuta nel 2022, il Tribunale inizia una fase di dissoluzione definitiva che dovrebbe terminare nel 2025. 

## Struttura
Il Tribunale speciale è composto da corti e uffici giudiziari (Chambers and Judiciary Offices) e un ufficio amministrativo (Office of Administration), tutte aventi sede a Phnom Penh. 
Le corti e gli uffici giudiziari comprendono:
- Camera preliminare (Pre-Trial Chamber) composta da
  - Rowan Downing (Australia)
  - Chang-ho Chung (Repubblica di Corea)
  - Prak Kimsan Presidente,	(Cambogia)
  - Huot Vuthy (Cambogia)
  - Ney Thol (Cambogia)

Giudici di riserva: Pen Pichsaly (Cambogia) e Steven J. Bwana (Tanzania)
- Camera giudicante (Trial Chamber) composta da
  - Silvia Cartwright (Nuova Zelanda)
  - Jean-Marc Lavergne (Francia)
  - Nil Nonn, Presidente (Cambogia)
  - You Ottara (Cambogia)
  - Ya Sokhan (Cambogia)

Giudici di riserva: Claudia Fenz (Austria) e Thou Mony (Cambogia)
- Corte suprema (Supreme Court Chamber)
  - Motō Noguchi (Giappone)
  - Chandra Nihal Jayasinghe (Sri Lanka)
  - Agnieszka Klonowiecka-Milart (Polonia)
  - Kong Srim, Presidente (Cambogia)
  - Som Sereyvuth (Cambogia)
  - Mong Monichariya (Cambogia)
  - Ya Narin (Cambogia)

Giudici di riserva: Florence Mumba (Zambia) e Sin Rith (Cambogia)
- Ufficio dei Co-Procuratori (Office of the Co-Prosecutors) composto dalla Procuratore Nazionale Chea Leang e dal Procuratore internazionale Andrew T. Cayley (Gran Bretagna)
- Ufficio congiunto dei Giudici investigativi (Office of the Co-Investigative Judges) composto dal cambogiano You Bunleng e Mark Brian Harmon (Stati Uniti). L'ufficio amministrativo comprende:
  - Ufficio del Direttore (S.E. Kranh Tony) e Ufficio del Vice-direttore (Mr. Knut Rosandhaug)(Office of Director e Office of Deputy Director), che hanno competenze su
  - Cancelleria (Court Management), Pubblica informazione (Public Affairs), Personale (Personel), Tecnologie e TLC (ICT), Finanze e budget (Budget and Finance), Servizi generali (General Services), Sicurezza e difesa (Security and Defense)
  - Sezione di Sostegno per la Difesa (Defence Support Section)
  - Unità per le Vittime di parte civile (Victim Unit)

## Casi
Kang Kek Iew: 
Kang Kek Iew è stato uno dei leader dei Khmer Rossi, a capo dell'unità Santebal che si occupava della sicurezza interna e di gestire i campi di prigionia. Ha inoltre diretto la tristemente nota prigione Tuol Sleng (S-21) a Phnom Penh. Noto anche come "Compagno Duch" è stato il primo dei cinque ad essere portato in tribunale. Le udienze del suo processo sono iniziate il 17 settembre 2009 e si sono concluse il 27 novembre 2010. Il 26 luglio 2010 il tribunale lo ha condannato per crimini contro l'umanità, genocidio e violazioni delle Convenzioni di Ginevra. L'iniziale condanna di 35 anni è stata ridotta tra il 1999 e il 2007 visto il periodo già trascorso in carcere, in seguito all'illegale detenzione presso la Corte Militare della Cambogia.
Nuon Chea: 
Durante il regime Khmer Nuon Chea era la mano destra del leader Pol Pot. Fu arrestato nel 2007, ed il processo è iniziato nel 2011. Tra le altre cose è accusato di crimini contro l'umanità (omicidio, sterminio, riduzione in schiavitù, deportazione, tortura, etc.), genocidio, e gravi violazioni delle Convenzioni di Ginevra del 1949 (omicidio volontario, tortura o trattamento disumano, deportazione di civili, etc.).
Ieng Sary: 
Ieng Sary è stato arrestato il 12 novembre 2007 con l'accusa di aver, agendo o tramite omissioni, pianificato, istigato, ordinato, aiutato o supervisionato i crimini dei Khmer Rossi tra il 1975 e il 1979. Tra le accuse: crimini contro l'umanità, genocidio e violazioni delle Convenzioni di Ginevra.
Ieng Thirith: 
Ieng Thirith, moglie di Ieng Sary e cognata di Pol Pot, è stata un membro dei Khmer Rossi, è stata arrestata insieme al marito il 12 novembre 2007 con l'accusa di essere responsabile della pianificazione nell'istigazione dei cambogiani durante il regime dei Khmer Rossi. Tra le accuse, crimini contro l'umanità, genocidio e violazioni delle Convenzioni di Ginevra. Nel novembre 2011 è stata dichiarata mentalmente inadatta ad essere processata a causa della malattia di Alzheimer.
Khieu Samphan: 
Khieu Samphan ha rivestito ruoli di prim'ordine tra i Khmer Rossi. È stato arrestato il 12 novembre 2007. Il 22 settembre 2022 è stato condannato all’ergastolo per crimini contro l'umanità, genocidio e violazioni delle Convenzioni di Ginevra.